# هالفدان راغنارسون
هالفدان راغنارسون (توفي 877) كان أحد زعماء الفايكنج وقائد الجيش الوثني العظيم الذي غزا الممالك الأنجلوسكسونية في إنجلترا، بدءًا من عام 865.
أحد أبناء راغنار لوثبروك الستة المذكورين في الملاحم الإسكندنافية، كان من بين إخوة هالفدان أو الإخوة غير الأشقاء بيورن الحديديّ، إيفار الكسيح، سيغارد عين الأفعى، أوبا، وهفيتسرك. نظرًا لعدم ذكر هالفدان في أي مصدر يذكر هفيتسيرك، فقد اقترح بعض العلماء أنهما نفس الشخص - وهو احتمال تعززه حقيقة أن هالفدان كان اسمًا شائعًا نسبيًا بين الفايكنج وأن هفيتسيرك «القميص الأبيض» ربما كان لقبًا أو كنيةً يميز هالفدان عن غيره من الرجال الذين يحملون نفس الاسم.
كان هالفدان أول ملك فايكنغ لنورثمبريا ومطالب بعرش مملكة دبلن. ومن الممكن أيضًا أنه كان حاكمًا مشاركًا للدنمارك لفترة من الوقت مع شقيقه سيغارد عين الأفعى، لأن المصادر الفرنجية تذكر بعض سيجفريد وهالفدان [الإنجليزية] حكامًا في عام 873. توفي في معركة سترانجفورد لوف [الإنجليزية] عام 877 وهو يحاول الضغط على مطالبته الأيرلندية.

## سيرة
كان هالفدان أحد قادة الجيش الوثني العظيم الذي غزا مملكة أنغليا الشرقية الأنجلو-ساكسونية في عام 865. ووفقا للملاحم الإسكندنافية، نُظم هذا الغزو من قبل أبناء راغنار لوثبروك (وهالفدان واحد منهم) ، للانتقام من إيلا من نورثمبريا. كان يفترض أن إيلا قد أدى إلى إعدام راغنار في عام 865 عن طريق رميه في حفرة ثعبان، ولكن لا يعرف تاريخية هذا التفسير. عادة ما يُحدد الغزاة باسم الدنماركيون على الرغم من أن رجل الكنيسة في القرن العاشر آسر قال إن الغزاة جاءوا «من دانوبيا»، والتي تترجم إلى «من الدانوب». حقيقة أن نهر الدانوب يقع فيما كان يعرف في اللاتينية باسم داسيا يشير إلى أن آسر كان يقصد في الواقع دانيا، وهو مصطلح لاتيني يشير إلى الدنمارك.
في خريف عام 865، نزل الجيش الوثني العظيم في شرق أنغليا، حيث مكثوا خلال الشتاء وقاموا بتأمين الخيول. في العام التالي، تحرك الجيش شمالًا وغزا نورثمبريا، التي كانت في ذلك الوقت في خضم حرب أهلية بين إيلا وأوزبرت [الإنجليزية]، مما أدى إلى معارضة المطالبين بعرش نورثمبريا. في أواخر عام 866، غزا الجيش مستوطنة يورك الغنية في نورثمبريا. في العام التالي، تحالف إيلا وأوزبرت لاستعادة المدينة. هُزم المهاجمون وسقط كلاهما في المعركة. مع عدم وجود زعيم واضح، سُحقت المقاومة الشمالية ونصب الدنماركيون ملكًا دمية، إكغبرت [الإنجليزية]، ليحكم باسمهم ويجمع الضرائب لهم.
في وقت لاحق من العام، تحرك الجيش جنوبًا وغزا مملكة مرسيا، واستولى على بلدة نوتنغهام، حيث أمضوا الشتاء. رد ملك مرسيان، بورغريد [الإنجليزية]، بالتحالف مع الملك السكسوني الغربي إثلرد، وبقوة مشتركة فرضوا حصارًا على المدينة. لم يتمكن الأنجلوسكسونيون من استعادة المدينة، ولكنهم اتفقوا على هدنة ينسحب بموجبها الدنماركيون إلى يورك. حيث مكثوا لأكثر من عام، واستجمعوا قواهم لمزيد من الاعتداءات.
عاد الدنماركيون إلى شرق أنغليا عام 869، عازمين هذه المرة على الغزو. استولوا على ثيتفورد بهدف البقاء هناك خلال فصل الشتاء، لكن جيش شرق أنغليا واجههم. هُزم جيش شرق أنغليا وقُتل قائده الملك إدموند. حسب تقاليد العصور الوسطى، يُعتبر إدموند شهيدًا لأنه رفض طلب الدنماركيين بالتخلي عن المسيح، وقُتل بسبب إيمانه الثابت. عُرف أن إيفار وأوبا قائدين للدنماركيين وقتلة إدموند، ولا يزال الدور الذي لعبه هالفدان، إن وجد، غير معروف.
بعد غزو شرق أنغليا، يبدو أن إيفار ترك الجيش الوثني العظيم. ومع ذلك، فهو يعتبر عمومًا مطابقًا لإمار [الإنجليزية]، ملك دبلن الإسكندنافي الذي توفي عام 873  مع وجود إيفار في إيرلندا، أصبح هالفدان القائد الرئيسي للجيش، وفي عام 870 قاده في غزو ويسيكس. في وقت ما بعد مغادرة إيفار للجيش، وصل عدد كبير من محاربي الفايكنج من الدول الاسكندنافية، كجزء من جيش الصيف العظيم، بقيادة باغسكغ [الإنجليزية]، لتعزيز صفوف جيش هالفدان.  بحسب الوقائع الأنجلوسكسونية، حارب الدنماركيون الساكسونيين الغربيين تسع مرات، بما في ذلك معركة أشداون [الإنجليزية] في 8 يناير 871 ومع ذلك، لم يكن من الممكن هزيمة الساكسونيين الغربيين، وقبل هالفدان هدنة من ألفريد، ملك ويسيكس المتوج حديثًا.
انسحب الجيش إلى مدينة لندن التي استولي عليها وبقي هناك خلال شتاء 871/872. حملت العملات المعدنية المسكوكة في لندن خلال هذه الفترة اسم هالفدان، مما يدل على أنه زعيمها. في خريف عام 872، عاد الجيش إلى نورثمبريا لقمع ثورة ضد الوصي العميل إكغبرت. ومع ذلك، فقد طُعن في هذا التفسير لتحرك الجيش شمالًا، وقد اقتُرح أن عودة الجيش كانت بسبب حرب مع مرسيا. قضى الجيش الشتاء في توركسي [الإنجليزية]، ثم أُبلغ عن وجوده في منطقة ريبتون [الإنجليزية] بعد عام. غزا ميرسيا في عام 874، وعُزل الملك المرسياني بورغريد واستبدل بالوصي الدمية الدنماركية، سيولولف [الإنجليزية].
بعد هذا الانتصار انقسم الجيش إلى قسمين - نصف تحت قيادة جوثروم اتجه جنوبًا لمواصلة القتال ضد ويسيكس، والنصف الآخر تحت قيادة هالفدان اتجه شمالًا للقتال ضد البيكتيين والبريطونيين في ستراثكلايد. بحسب حوليات أولستر، قُتل آيستين أولافسون [الإنجليزية]، ملك دبلن «بشكل مخادع» عام 875 على يد «ألبان»، وهو شخصية متفق عليها عمومًا على أنها هالفدان.   كان شقيقه إيفار قد حكم المدينة قبل وفاته عام 873 ويبدو أن حملة هالفدان كانت محاولة لاستعادة مملكة أخيه المفقودة. لم يبق هالفدان في إيرلندا: في عام 876، عاد هو وقواته إلى نورثمبريا، واستقروا في منطقة ممتدة إلى حد كبير مع مملكة ديرا القديمة، مع بقاء الجزء الشمالي من نورثمبريا تحت الحكم الأنجليكاني. تسمي المصادر أحيانًا هالفدان ملك يورفيك، بدءًا من عام 876
لم يكن حكم هالفدان في دبلن آمنًا، وعُزل أثناء تواجده في يورك. عاد إلى إيرلندا عام 877 لمحاولة استعادة المدينة، لكنه قوبل بجيش من «الوثنيين العادلين»  اجتمعت القوات في معركة سترانغفورد لوف [الإنجليزية]، حيث قُتل هالفدان. عاد رجال هالفدان الذين نجوا من المعركة إلى نورثمبريا عبر اسكتلندا، لخوض معركة على طول الطريق قُتل فيها قسطنطين الأول، ملك البيكتيون [الإنجليزية]. ظل الفايكنج في نورثمبريا بلا ملوك حتى عام 883، عندما أصبح جوثريد [الإنجليزية] ملكًا هناك.

## التاريخية
يعتبر هالفدان وإخوته المفترضون، بشكل فردي، شخصيات تاريخية، على الرغم من عدم وجود ذكر معاصر لهم على صلة قرابة، وينقسم الرأي بشأن والده المفترض. وفقًا لهيلدا إليس ديفيدسون ‏، التي كتبت في عام 1979، «لقد أصبح بعض العلماء في السنوات الأخيرة يقبلون على الأقل جزءًا من قصة راغنار على أنها مبنية على حقيقة تاريخية». من ناحية أخرى، خلصت كاثرين هولمان إلى أنه «على الرغم من أن أبنائه شخصيات تاريخية، إلا أنه لا يوجد دليل على أن راغنار نفسه عاش على الإطلاق، ويبدو أنه مزيج من عدة شخصيات تاريخية مختلفة واختراع أدبي خالص».

## في الثقافة الشعبية
في لعبة فيديو 2020 أساسنز كريد فالهالا، يظهر هالفدان مع إخوته إيفار وأوبا. في اللعبة، شوهد وهو يتقاتل ضد البيكتيين في نورثمبريا ويتواصل مع بطل اللعبة، إيفور، الذي يساعده في الكشف عن خائن، ثم رآه لاحقًا يتوج ملكًا لنورثمبريا. يصوره الممثل النرويجي جيبي بيك لورسن، الذي يصور أيضًا ثور في اللعبة.

## الملاحظات
1. ↑  اختفى اسمه من السجلات الإنجليزية بعد عام 870
2. ↑  مصطلح مثير للجدل يُنظر إليه عادةً على أنه يعني سكان الفايكنج الذين تواجدوا في إيرلندا لفترة أطول، على عكس «الوثنيين المظلمين» الذين وصلوا حديثًا، وكان هالفدان واحدًا منهم.[27]